# Краус, Йозеф Антон
Йозеф Антон Краус (нем. Joseph Anton Kraus; ?, Берлин — 21 января 1721, Данциг) — немецкий скульптор. Один из крупнейших мастеров эпохи Возрождения и раннего барокко.

## Биография
С 1708 года работал в замке Шлобиттен. Кроме того работал в Грос-Вольфсдорфе (нем. Groß-Wolfsdorf), ныне Барцяны (пол.  Wilkowo Wielkie), в Кёнигсберге и в Бартенштайне (нем. Bartenstein), ныне Бартошице (польск. Bartoszyce) и в Норденбурге (нем. Nordenburg), ныне Крылово.

## Галерея

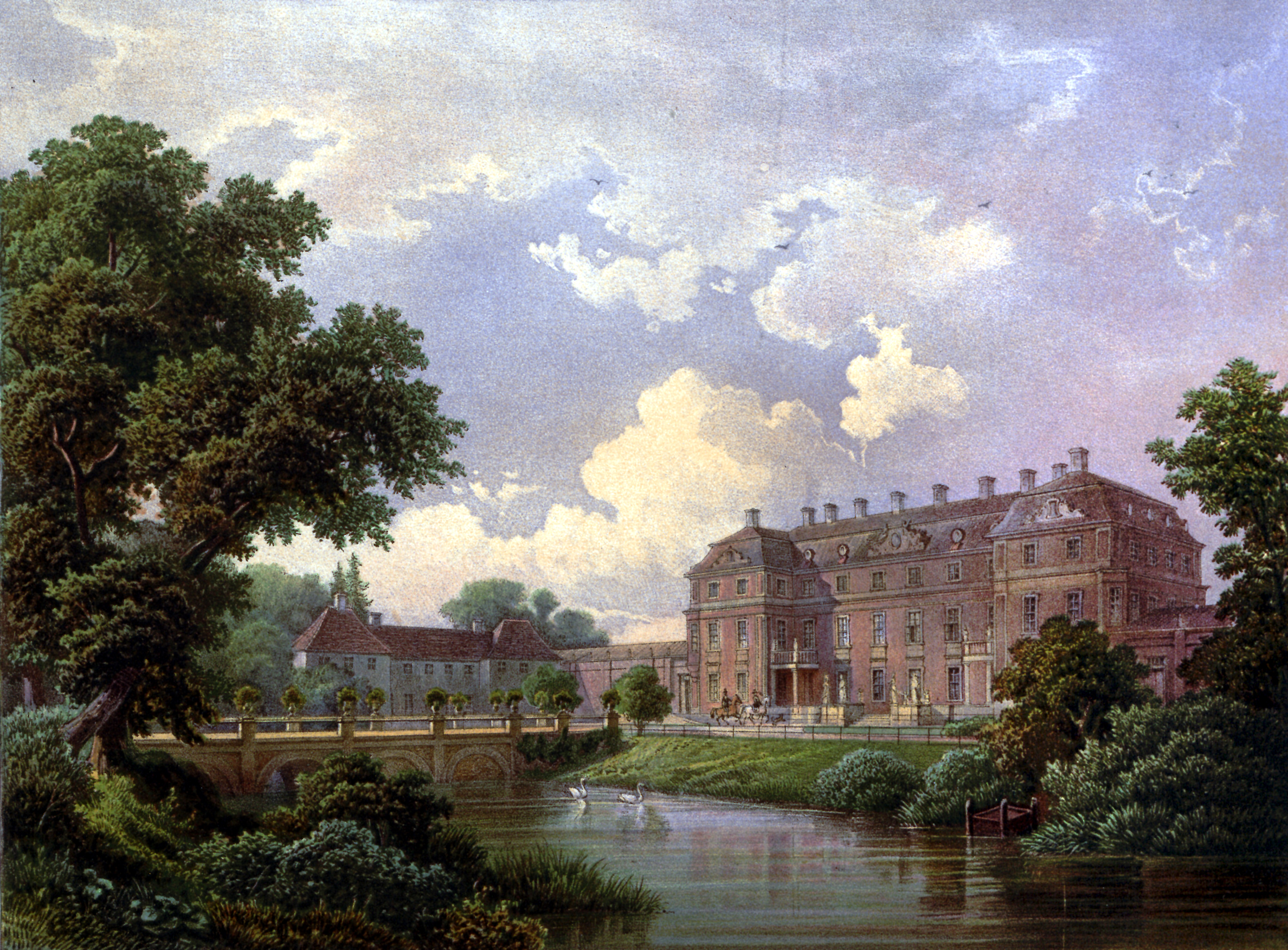
Замок Шлобиттен, около 1860 года
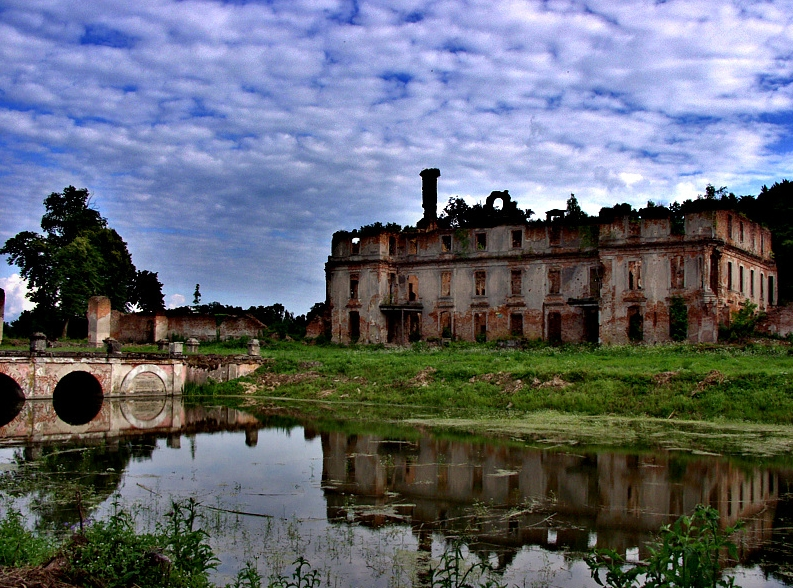
Развалины Замка Шлобиттен
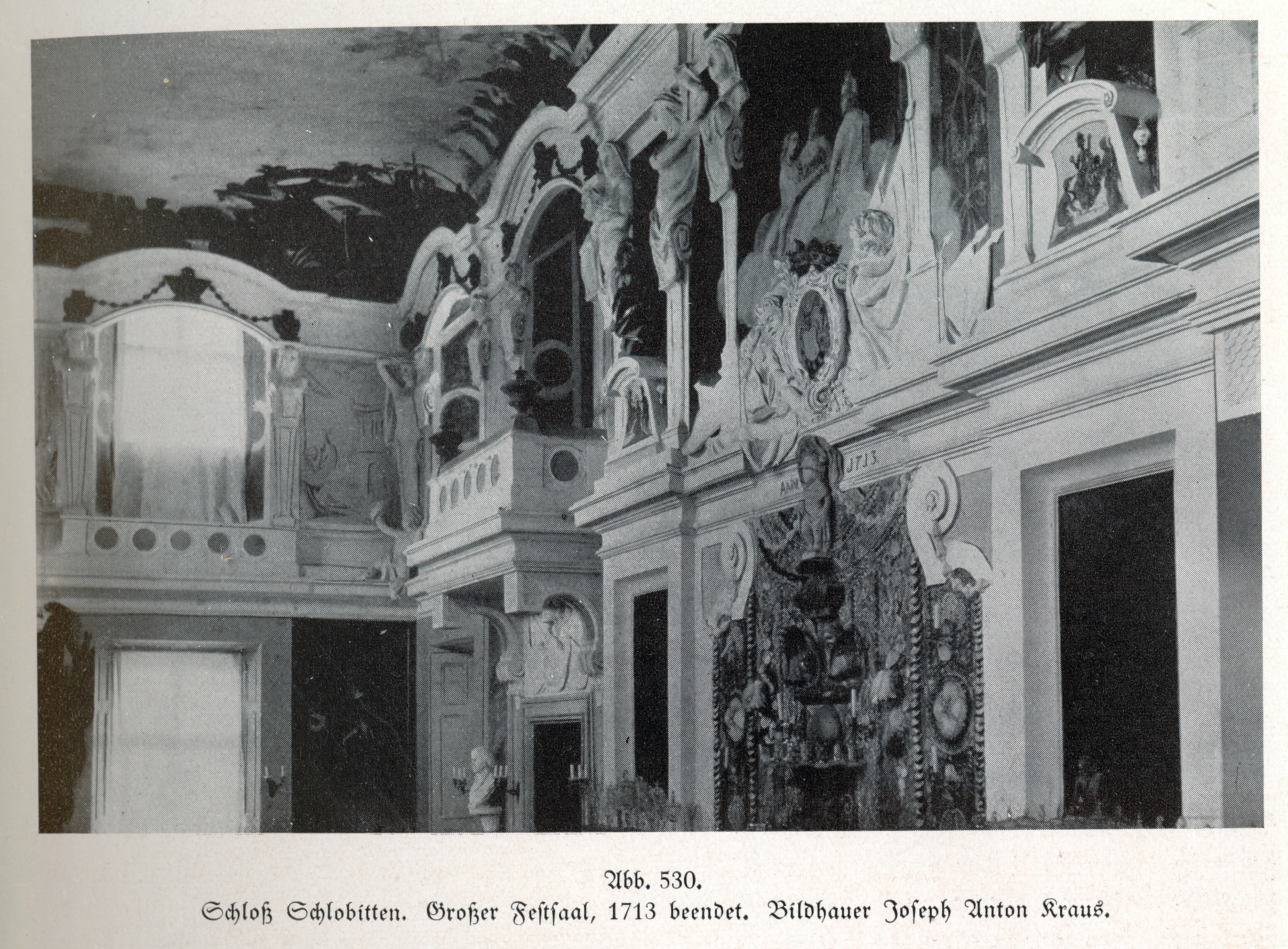
Шлобиттенский дворец, Стукко (Йозеф Антон Краус - Józef Antoni Kraus).
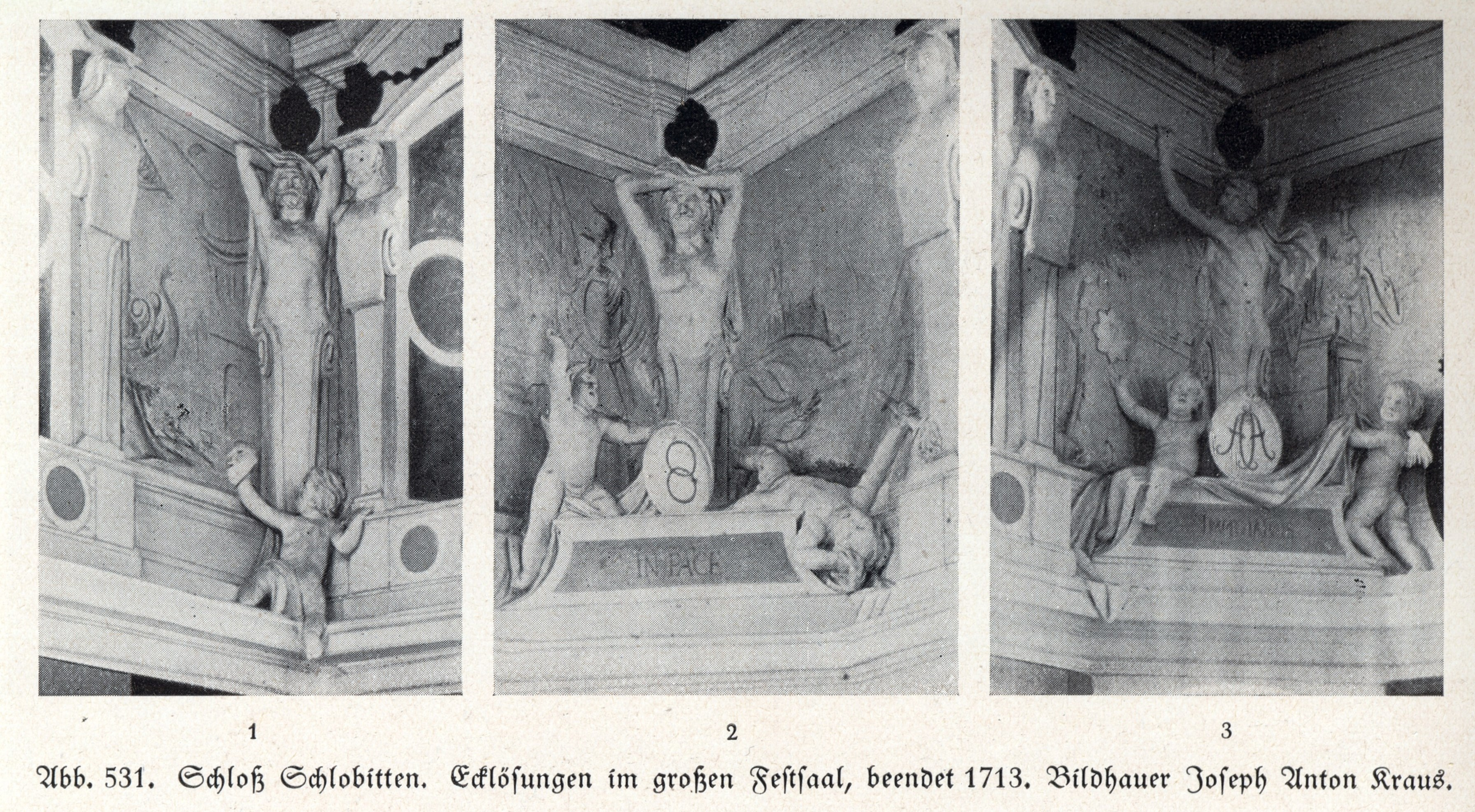
Шлобиттенский дворец, Стукко (Йозеф Антон Краус - Józef Antoni Kraus).
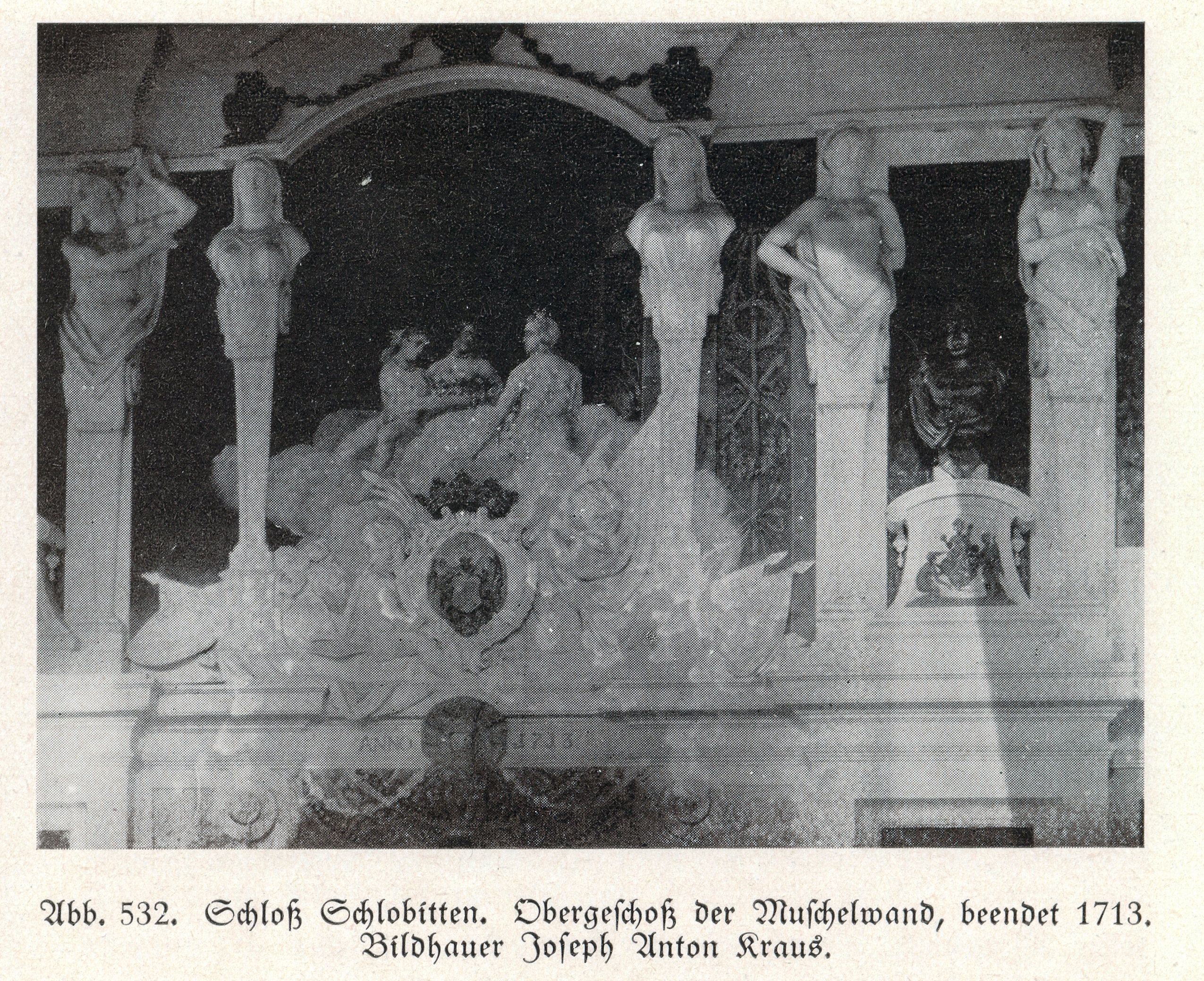
Шлобиттенский дворец, Стукко (Йозеф Антон Краус - Józef Antoni Kraus).
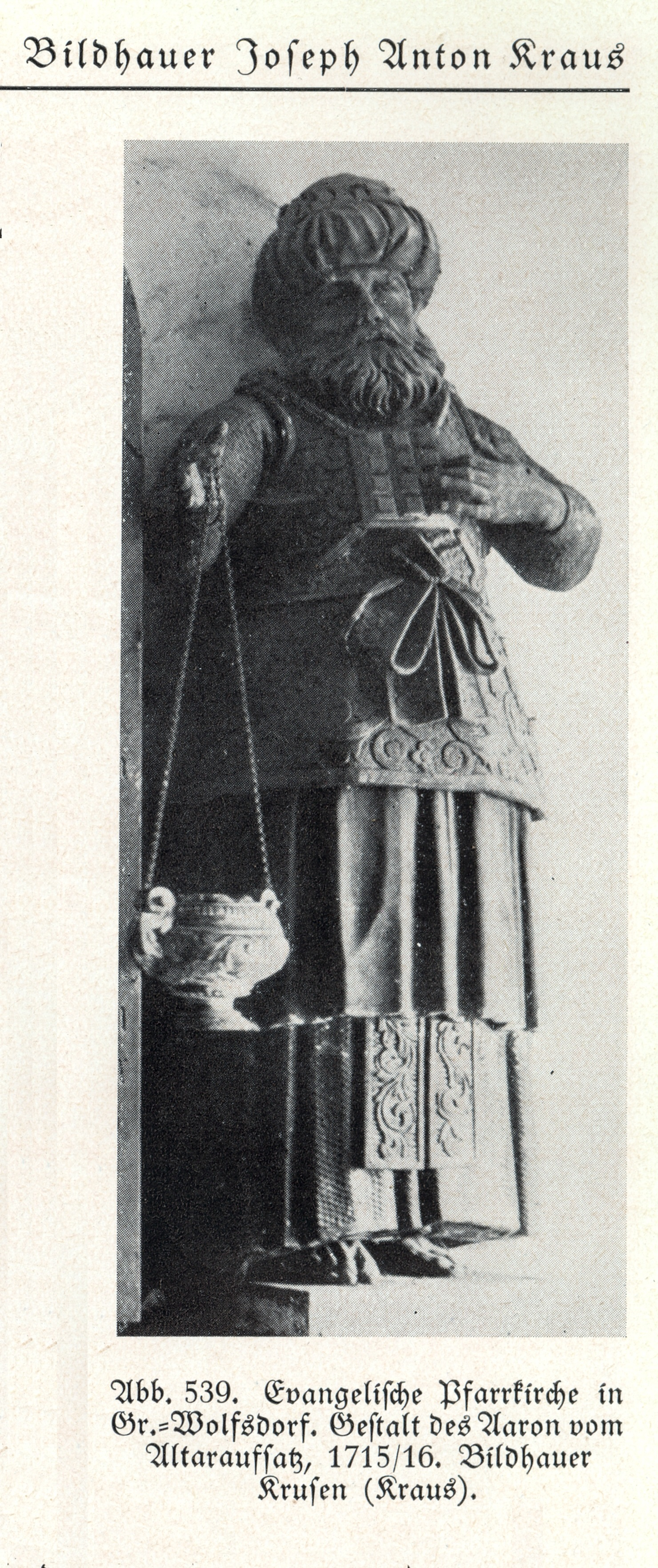
Грос-Вольфсдорфе (нем. Groß-Wolfsdorf), ныне Барцяны (пол.  Wilkowo Wielkie)
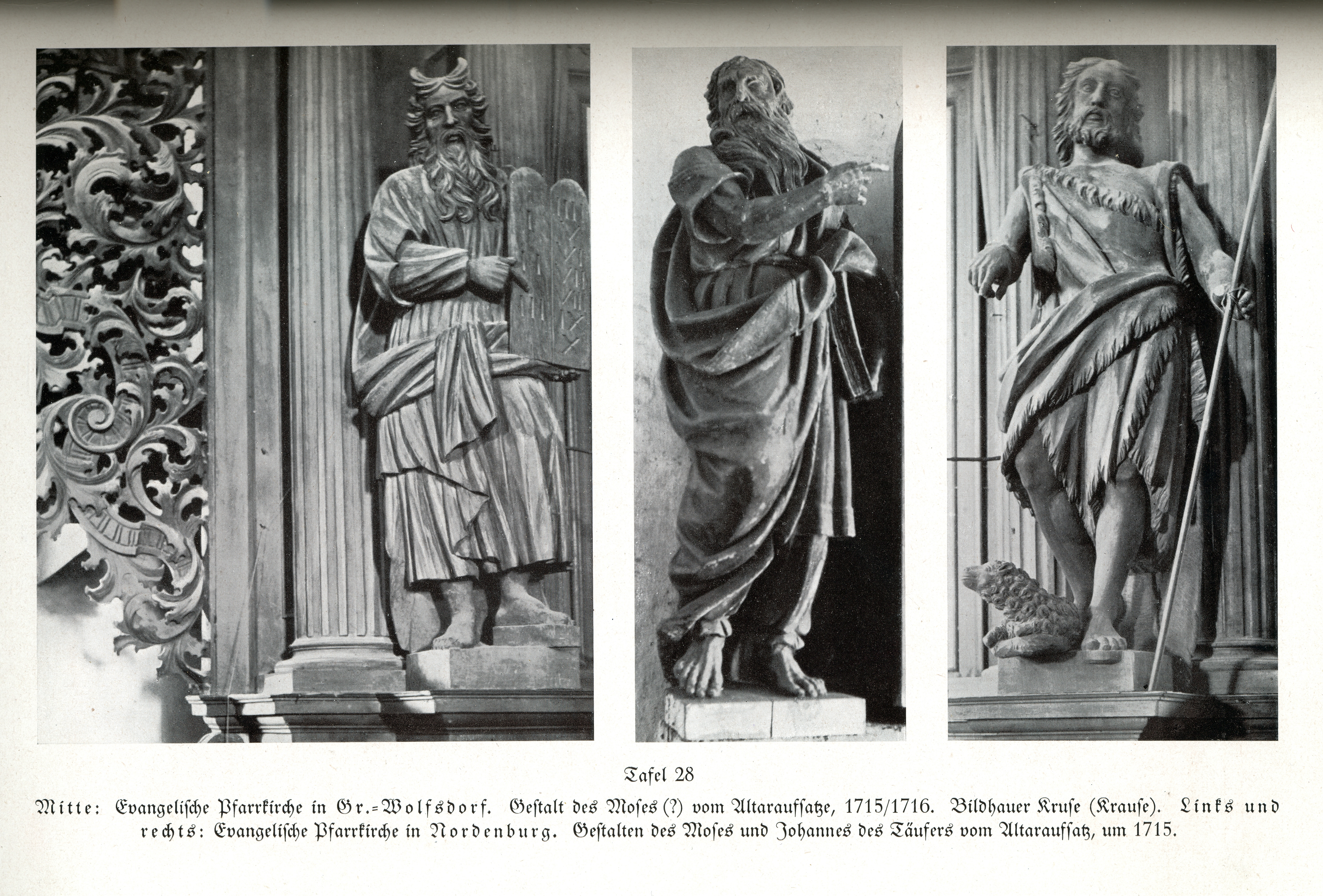
Грос-Вольфсдорфе (нем. Groß-Wolfsdorf), ныне Барцяны (пол.  Wilkowo Wielkie)
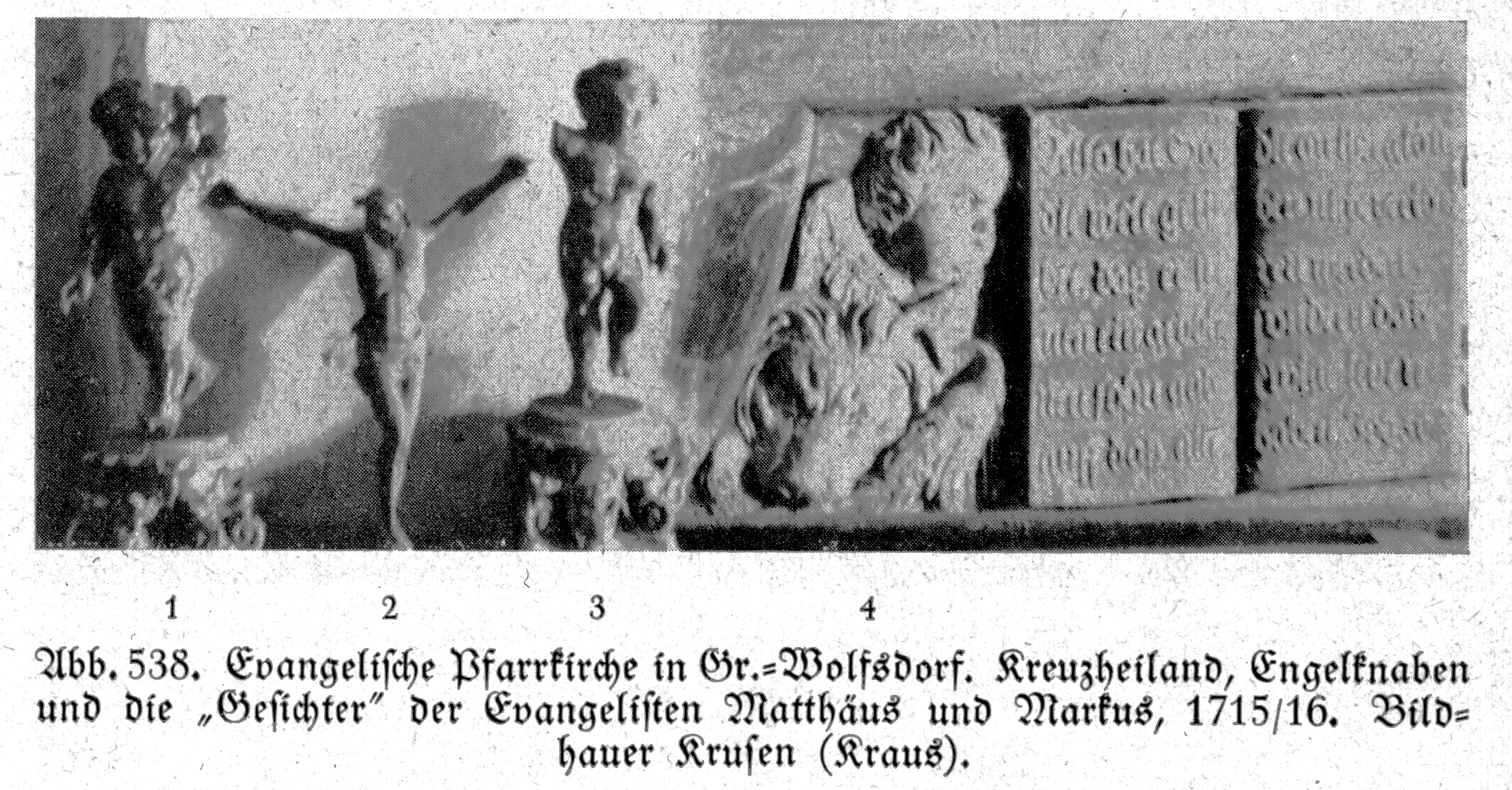
Грос-Вольфсдорфе (нем. Groß-Wolfsdorf), ныне Барцяны (пол.  Wilkowo Wielkie)
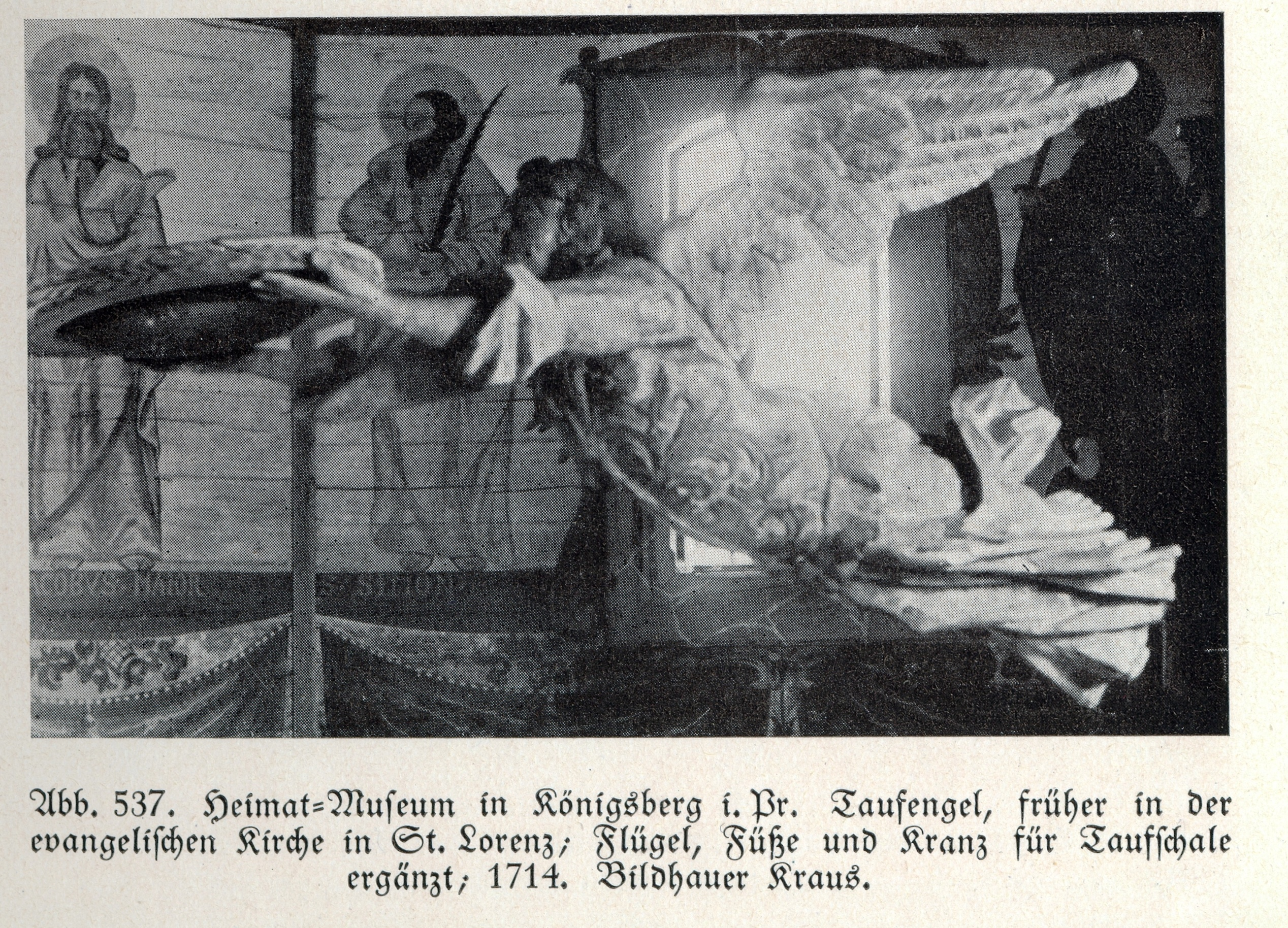
Обвуд-калининградзки, Кёнигсберг
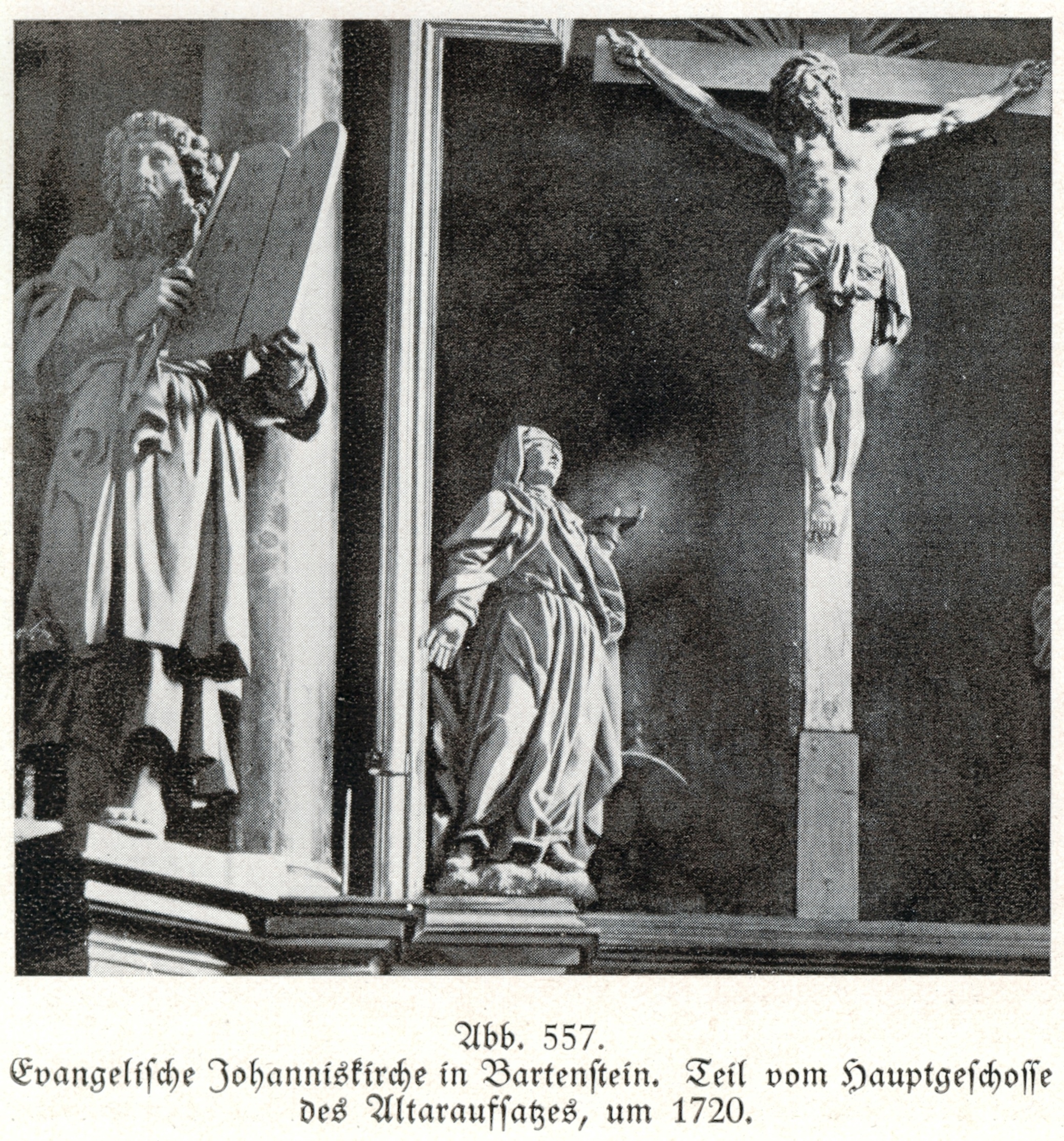
Бартенстайн (нем. Bartenstein), ныне Бартошице
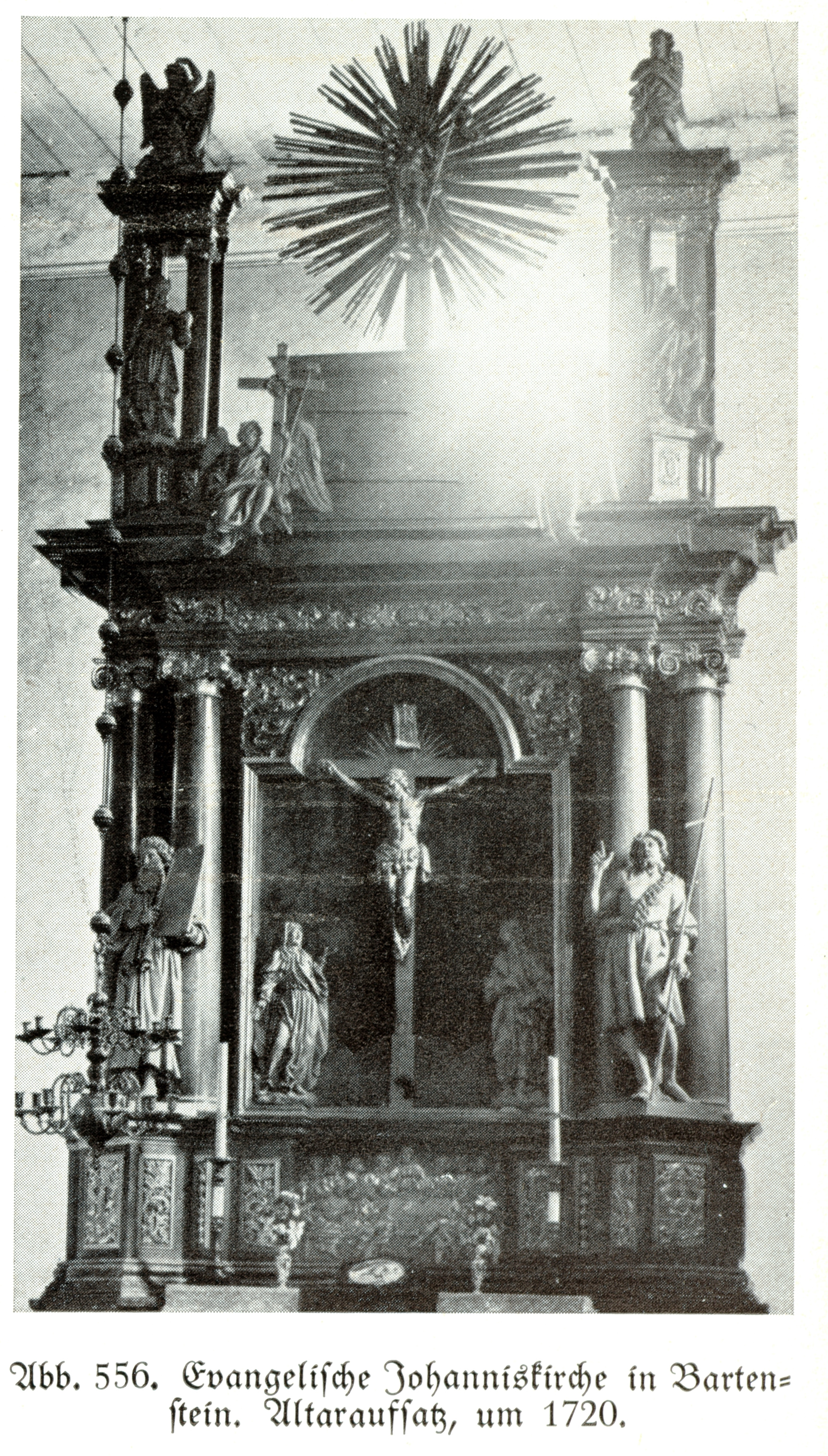
Бартенстайн (нем. Bartenstein), ныне Бартошице
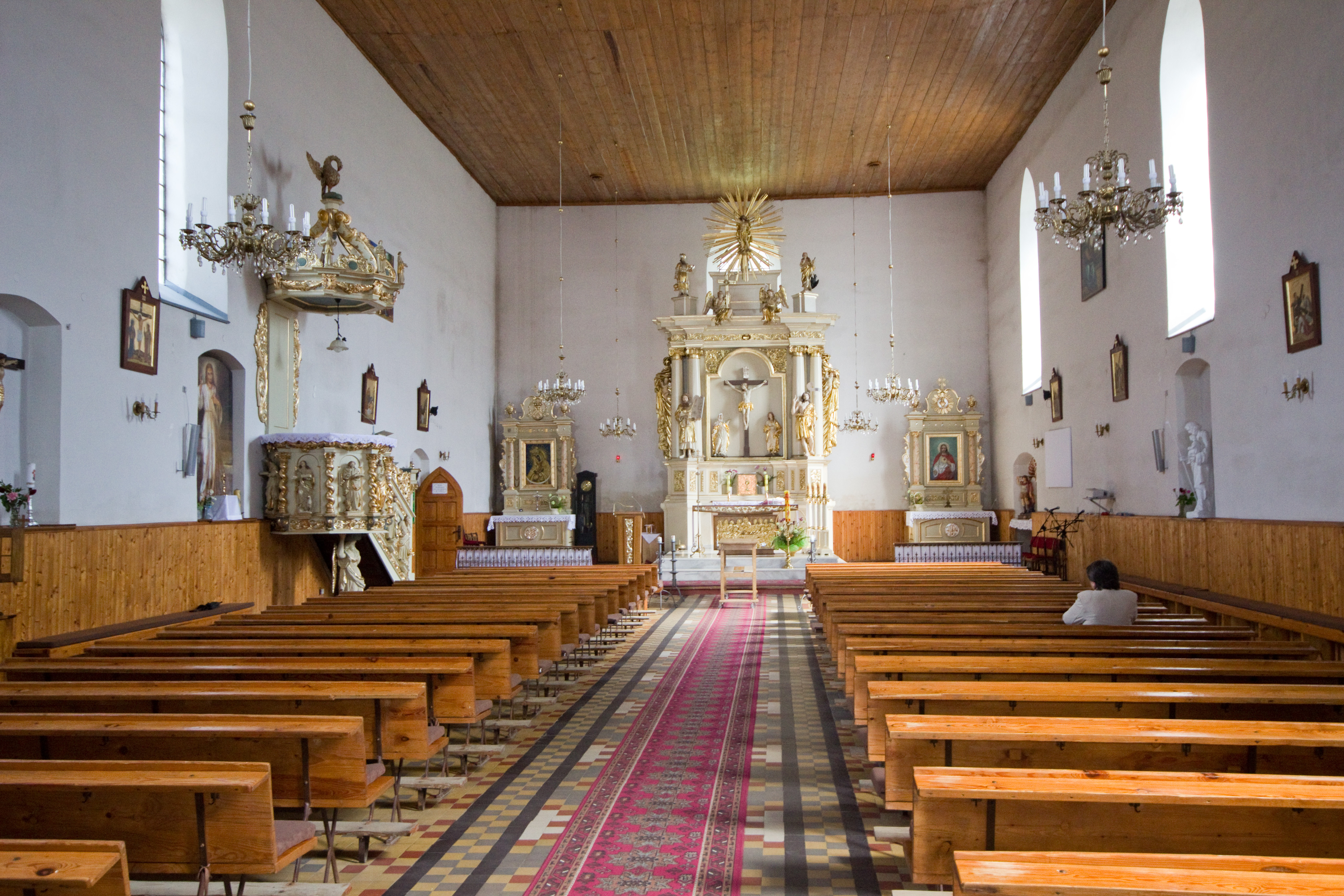
Бартенстайн (нем. Bartenstein), ныне Бартошице
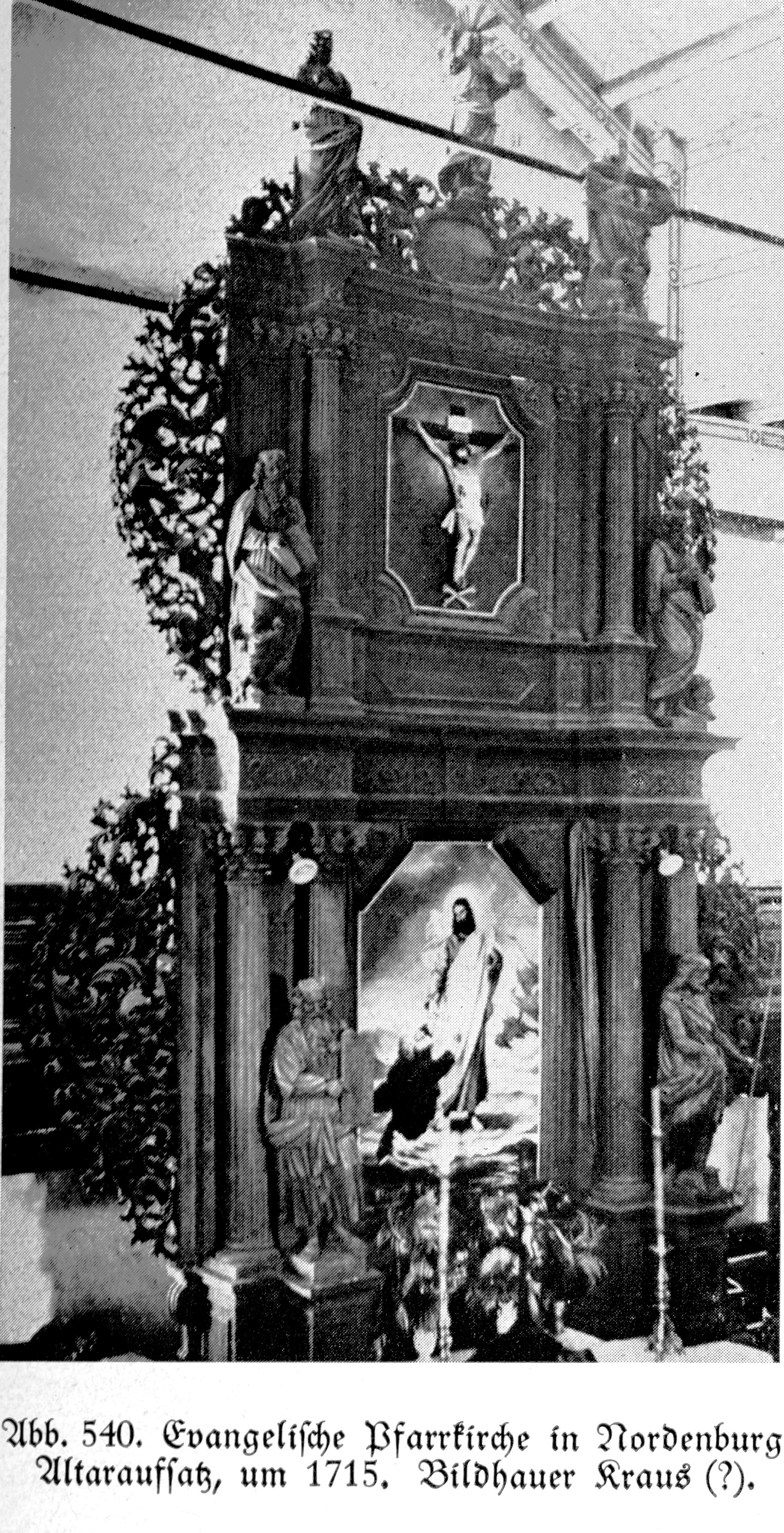
Норденбург (нем. Nordenburg), ныне Крылово.
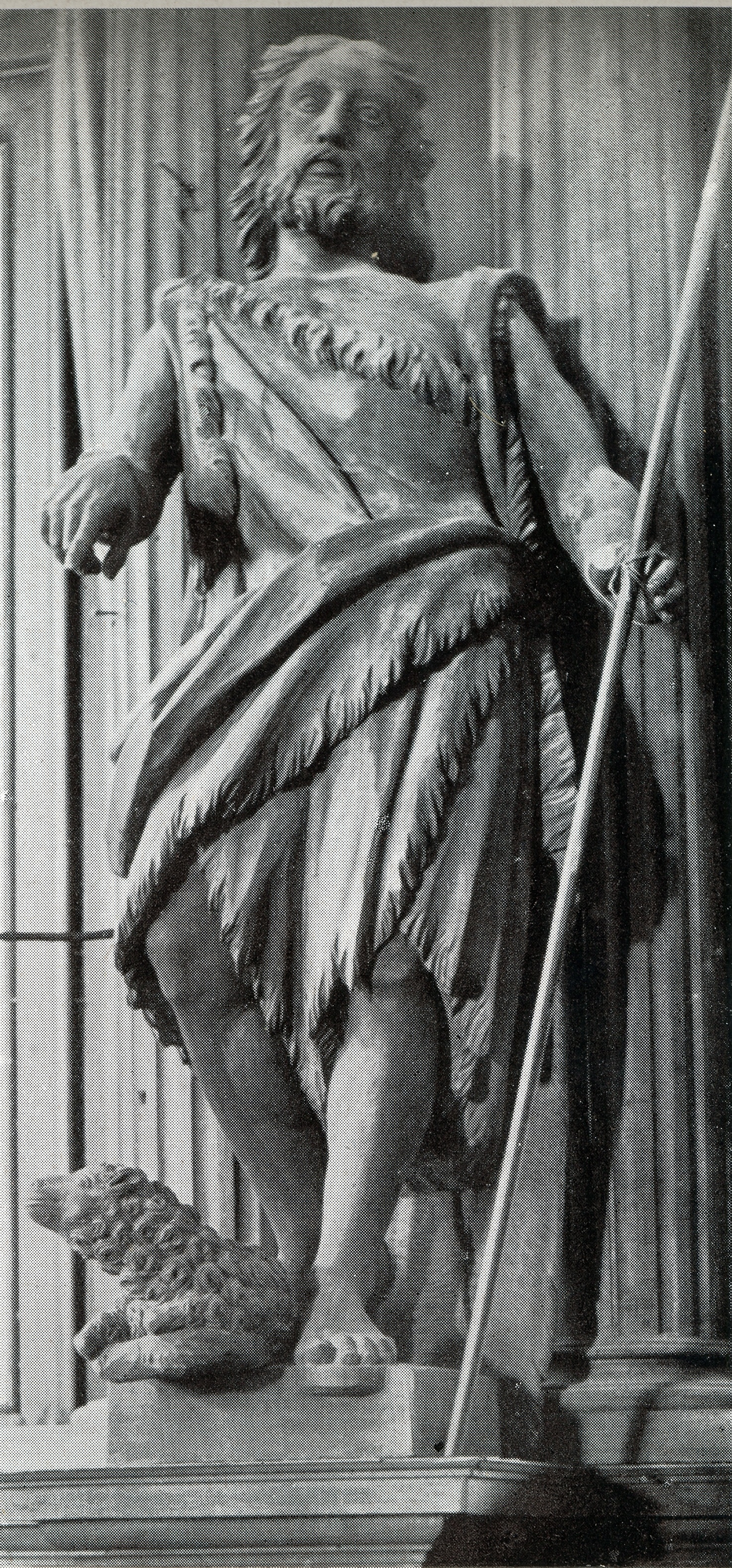
Норденбург (нем. Nordenburg), ныне Крылово.
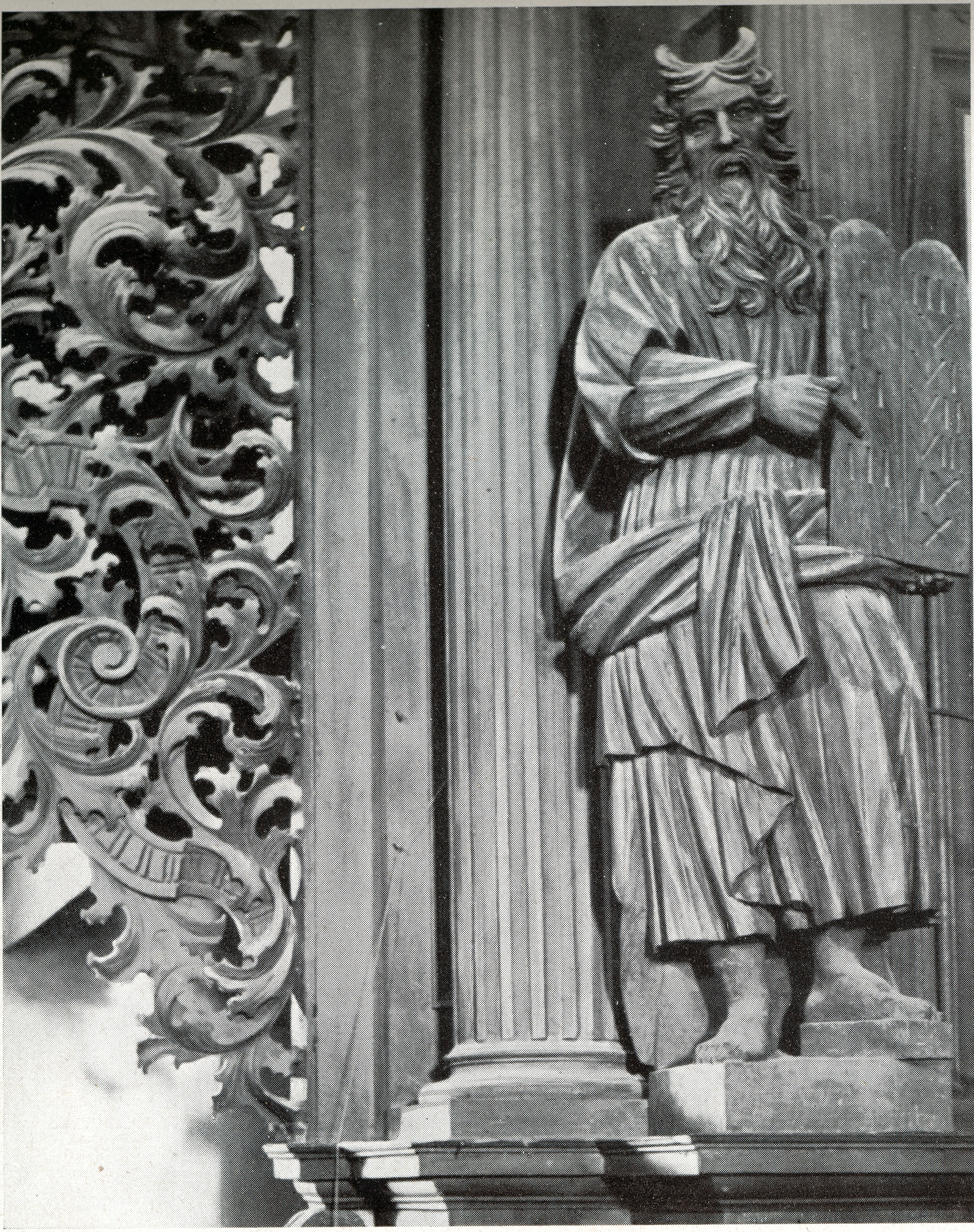
Норденбург (нем. Nordenburg), ныне Крылово.